# ゆめモール下関
ゆめモール下関（ゆめモールしものせき）は、山口県下関市新椋野1丁目2-2にあるネイバーフッド型ショッピングセンター（NSC）。

## 概要
下関ICにほど近い場所にあるゆめモール下関は2013年11月14日にオープンした、「ゆめタウン」などを運営するイズミの展開するネイバーフッド型ショッピングセンター「ゆめモール」の第1号店である。イズミ直営のスーパーマーケット、「ゆめマート下関」を中心に21の店舗が敷地内に展開している。
付近にはイズミの経営する「ゆめシティ」をはじめ、多数のイズミ系列の店舗が存在している。核店舗にあたる「ゆめマート下関」は、同年3月27日に開業した、「ゆめマート下関駅店」に次いで、県内2店舗目の「ゆめマート」の店舗となる。
仮称は「ゆめタウン椋野」で、日本ショッピングセンター協会が2009年4月に公表した「SC計画情報」で、店舗面積47,500m²、駐車台数3,600台とする出店計画が記載されていたが、ゆめシティの出店直後にそれを上回る規模の店舗を至近に出店するのは非現実的であることから、規模を大幅に縮小して「ゆめモール」形式での出店に変更された。

## 主なテナント
ここでは一部のみ掲載する。※オープン当初のもの。
- ゆめマート
- スーパースポーツゼビオ
- サンドラッグ
- シュープラザ
- 宮脇書店
- 庄屋
- MKレストラン

## アクセス
- 中国自動車道 下関ICから山口県道258号経由で2分程度。
- JR下関駅・新下関駅からサンデン交通43C系統「新椋野」バス停からすぐ（バス停の裏が店舗となる。）